# Phulpur
Phulpur (en bengali : ফুলপুর) est une upazila du Bangladesh dans le district de Mymensingh. En 1991, on y dénombrait 459 046 habitants.